# Duncan U. Fletcher
Duncan Upshaw Fletcher, född 6 januari 1859 i Sumter County, Georgia, död 17 juni 1936 i Washington, D.C., var en amerikansk demokratisk politiker. Fletcher representerade delstaten Florida i USA:s senat från 1909 fram till sin död.
Fletcher studerade juridik vid Vanderbilt University och inledde 1881 sin karriär som advokat i Jacksonville, Florida. Han var borgmästare i Jacksonville 1893-1895 och 1901-1903.
Fletcher efterträdde 1909 William Hall Milton som senator för Florida. Han omvaldes 1914, 1920, 1926 och 1932. Han var ordförande i senatens handelsutskott 1916-1919.
Senator Fletcher avled 1936 i ämbetet och efterträddes av William Luther Hill. Fletcher var unitarier och frimurare. Hans grav finns på Evergreen Cemetery i Jacksonville.